# Шипохвіст Лептьєна
Шипохвіст Лептьєна (Uromastyx leptieni) — найбільший представник роду Шипохвостів з родини Агамових. Вид відкритий і описаний тільки у 2000 році. Відомостей про нього ще замало.

## Опис
Загальна довжина сягає 51,2 см. Голова вкрита асиметрично розташованою лускою різного розміру, найменша луска розташована під очима. Передні краї вушних отворів із збільшеною, спрямованою назад, лускою. Боки шиї до плечового пояса вкриті маленькою горбкуватою лускою. На передніх кінцівках та спині немає збільшеної горбкуватої луски, луска тулуба маленька та гладенька. Уздовж хребетного стовпа від середини спини до основи хвоста є рядок великої пластинчастої луски, діаметр якої у 3-4 рази більше іншої спинної луски. Луска на передніх кінцівках дещо кілевата. Маленька горбкувата луска розкидані з боків тулуба. Верхня поверхня задніх кінцівок вкрита великою горбкуватою лускою. Луска на нижній стороні стегна гладенька й помітно менше черевної. На нижній стороні стегон є по 12-19 стегнових пір з кожного боку. Хвіст довгий, вкритий зверху 22-24 поперечними рядками луски з шипами. З нижньої сторони рядків більше, а луска гладенька та не має шипів. Останні два рядки утворюють нижні кільця.
Колір шкіри оливково-сірий або оливково-бежевий з дрібним візерунком з темних цяточок. Нижня сторона шиї чорна, або з чорним мармуровим малюнком. Груди, живіт та нижня сторона кінцівок сірого забарвлення, часто з темнішими цятками. Дитинчата червоно-коричневі.

## Спосіб життя
Полюбляє пустелі та напівпустелі. Ховається у власних норах. Харчується комахами та безхребетними.
Це яйцекладна ящірка. Самиця відкладає до 20 яєць.

## Розповсюдження
Мешкає на Мусандемському півострові в Об'єднаних Арабських Еміратах та прибережній рівнині Батіна на півночі Султанату Оман.